# 귀도 게젤레

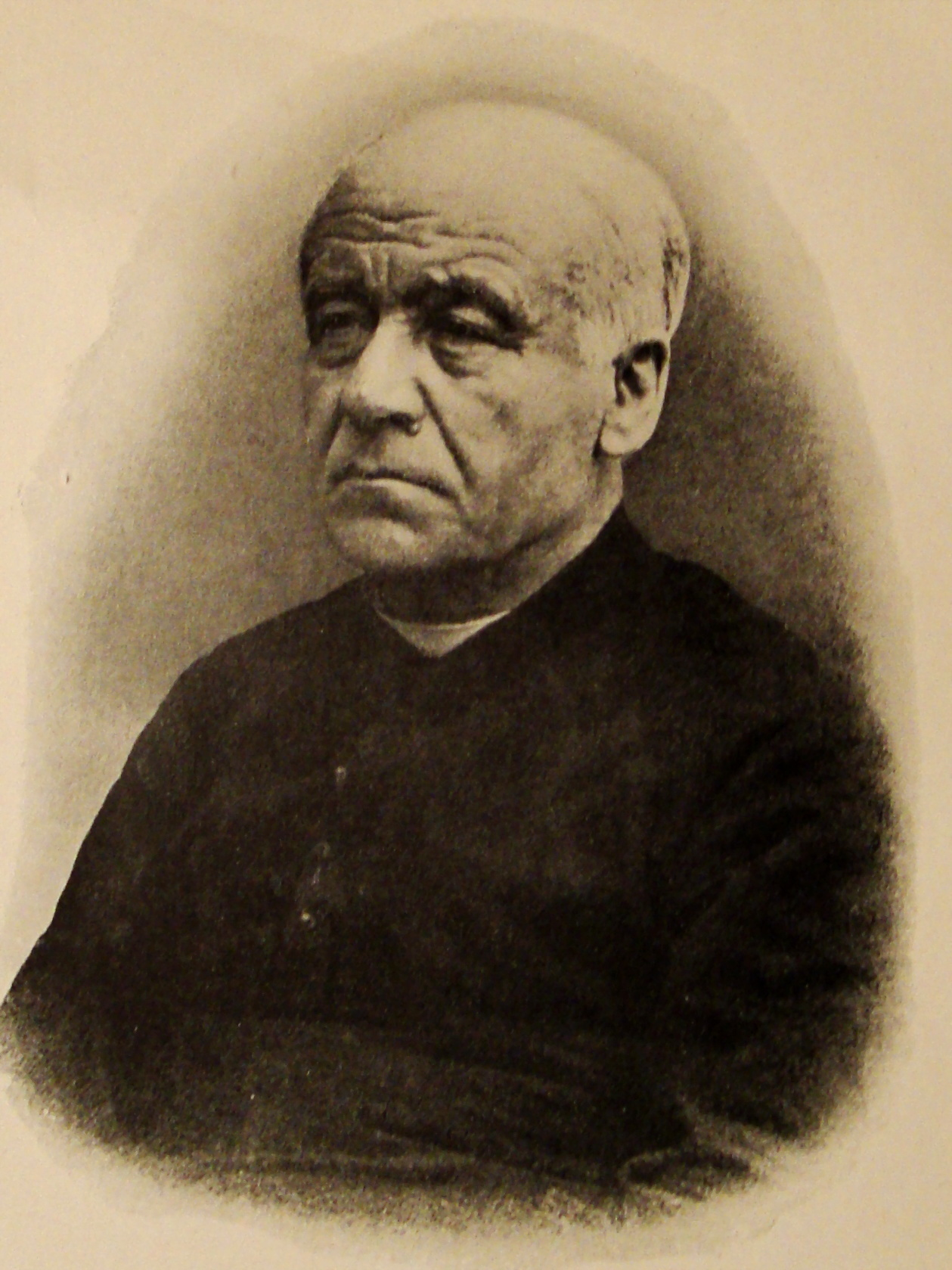

귀도 게젤레(Guido Gezelle, 1830년-1899년)는 벨기에의 문학자이다.

## 생애
목사로 있으면서 대학에서 시(詩)도 강의했다. 북부 네덜란드 시어(詩語)를 피하여 서(西)플란더스 지방어로 향토의 자연과 신에의 사랑을 단순·자유의 형태로 노래했는데 노년의 시는 특히 우수했다. 시집 《이 세월의 시(詩》(1897)는 플란더스 시(詩) 융성의 기초가 되었다.